# Cryptus fuliginipennis
Cryptus fuliginipennis är en stekelart som beskrevs av Costa 1885. Cryptus fuliginipennis ingår i släktet Cryptus och familjen brokparasitsteklar. Inga underarter finns listade i Catalogue of Life.